# Tyrannochthonius oahuanus
Espèce
Tyrannochthonius oahuanus est une espèce de pseudoscorpions de la famille des Chthoniidae.

## Distribution
Cette espèce est endémique d'Oahu à Hawaï,. Elle se rencontre sur le Puʻu Konahuanui dans les monts Koʻolau.

## Description
Le mâle holotype mesure 1,33 mm et la femelle paratype 1,49 mm.

## Étymologie
Son nom d'espèce lui a été donné en référence au lieu de sa découverte, Oahu.

## Publication originale
- Muchmore, 2000: The Pseudoscorpionida of Hawaii Part I. Introduction and Chthonioidea. Proceedings of the Entomological Society of Hawaii, vol. 34, p. 147-162.